# Садон (река)
Садон — река в России, протекает в Алагирском районе Северной Осетии. Длина реки составляет 13 км, площадь водосборного бассейна 79,1 км².
Начинается на отрогах Главного Кавказского хребта. Течёт в общем восточном направлении через населённый пункт Садон. Устье реки находится в 60 км по левому берегу реки Ардон на высоте 1048,7 метра над уровнем моря. По правому берегу реки произрастает дубово-сосновый лес.
Основные притоки — Ходдон (лв), Урждон (лв), Дувадон (лв).

## Данные водного реестра
По данным государственного водного реестра России относится к Западно-Каспийскому бассейновому округу, водохозяйственный участок реки — Ардон. Речной бассейн реки — реки бассейна Каспийского моря междуречья Терека и Волги.
Код объекта в государственном водном реестре — 07020000112108200003191.